# Brezičani (Donji Vakuf)
Pour les articles homonymes, voir Brezičani.
Brezičani (en serbe cyrillique : Брезичани) est un village de Bosnie-Herzégovine. Il est situé dans la municipalité de Donji Vakuf, dans le canton de Bosnie centrale et dans la fédération de Bosnie-et-Herzégovine. Selon les premiers résultats du recensement bosnien de 2013, il compte 27 habitants.

## Démographie

### Évolution historique de la population
| 1948 | 1953 | 1961 | 1971 | 1981 | 1991 | 2013 |
| ---- | ---- | ---- | ---- | ---- | ---- | ---- |
| -    | -    | 150  | 139  | 228  | 297  | 27   |

|  |

### Communauté locale
En 1991, la communauté locale de Brezičani comptait 973 habitants, répartis de la manière suivante :